# Adolf Natanael Lindqvist
Adolf Natanael "Natan" Lindqvist, född 5 april 1882 i Nässjö i Småland, död 4 april 1963 i Uppsala, var en svensk språkforskare.

## Biografi
Lindqvist blev Fil. lic 1912 vid Uppsala universitet. Han var 1914–1916 medarbetare i Svenska Akademiens ordbokredaktion, blev 1918 fil.dr och docent i svenska språket i Uppsala och 1929 lektor i Örebro. Linqvist blev 1931 docent i nordiska språk i Lunds universitet och samma år föreståndare för Landsmålsarkivet i Lund. Han har bland annat utgett Studier över reformationstidens bibelsvenska (1918) med viktiga uppslag rörande bland annat reformatorernas insatser i bibelöversättningarna, och Bjärka-Säby ortnamn (1926).
Från 1931 var Lindqvist gift med skulptören Anna Viktoria Grönlund. Natan Lindqvist är begravd på Uppsala gamla kyrkogård.

### Fotnoter
1. 1 2  A Natanael (Natan) Lindqvist, Svenskt biografiskt lexikon, Svenskt Biografiskt Lexikon-ID: 10642.[källa från Wikidata]
2. ↑  Libris, Kungliga biblioteket, 30 oktober 2012, Libris-URI: 75knrrpr42r5558, läst: 24 augusti 2018.[källa från Wikidata]
3. ↑  läs online, www.uu.se , läst: 30 augusti 2017.[källa från Wikidata]
4. ↑  Carlquist, Gunnar, red (1937). Svensk uppslagsbok. Bd 17. Malmö: Svensk Uppslagsbok AB. sid. 289